# 극장판 포켓몬스터: 정글의 아이, 코코
《극장판 포켓몬스터: 정글의 아이, 코코》(일본어: 劇場版ポケットモンスター ココ)는 2020년 12월 25일에 개봉한 극장판 포켓몬스터의 리부트작의 3번째이자 마지막 극장판이다. 전작들인 《너로 정했다!》와 《모두의 이야기》에 이어 포켓몬스터의 TV 시리즈와 다른 오리지널 극장판 작품이다.

## 줄거리
자루도의 손에서 자라 자신이 포켓몬이라고 믿는 코코와 인간 소년 지우, 그리고 파트너 피카츄의 특별한 모험이 펼쳐진 이야기이다.

## 등장인물
- 한지우 : 이선호
- 로사 : 우정신
- 로이 : 김영선
- 코코 : 강은애

### 나오는 포켓몬
- 자루도
- 세레비 (색이 다름, 분홍색)
- 나옹 : 오인성
- 피카츄

### 나레이션
- 호리우치 켄유 : 엄태국

### 일본 성우진
- 마츠모토 리카 - 사토시 목소리 역
- 오오타니 이쿠에 - 피카츄 목소리 역
- 히야시바라 메구미 - 무사시 목소리 역
- 미키 신이치로 - 코지로 목소리 역
- 이누야마 이누코 - 냐스 목소리 역
- 카미시라이시 모카 - 코코 목소리 역
- 야마데라 코이치 - 제드박사 목소리 역
- 나카가와 쇼코 - 카렌 목소리 역
- 나카무라 칸타로 - 자루도 목소리 역

## 같이 보기
- 비디오 게임을 원작으로 한 영화 목록